# Pinebluff
Pinebluff est une ville américaine située dans le comté de Moore en Caroline du Nord. En 2010, sa population était de 1 337 habitants.

## Démographie
| 1910 | 1920 | 1930 | 1940 | 1950 | 1960 |
| ---- | ---- | ---- | ---- | ---- | ---- |
| 92   | 165  | 289  | 330  | 575  | 509  |

| 1970 | 1980 | 1990 | 2000  | 2010  | - |
| ---- | ---- | ---- | ----- | ----- | - |
| 570  | 935  | 876  | 1 109 | 1 337 | - |

## Traduction
- (en) Cet article est partiellement ou en totalité issu de l’article de Wikipédia en anglais intitulé « Pinebluff, North Carolina » (voir la liste des auteurs).